# Lumix

Logo Lumix

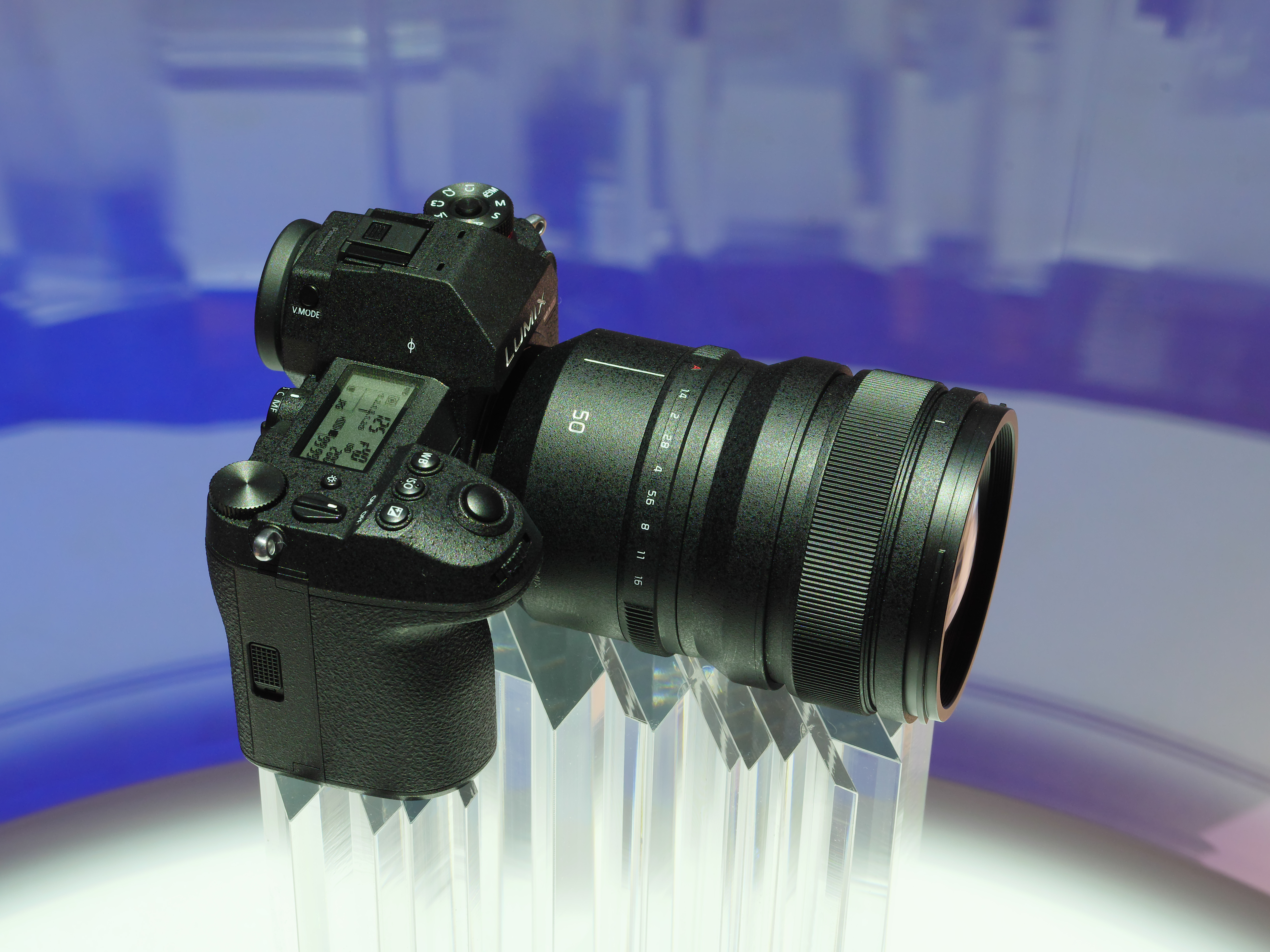
La macchina Panasonic Lumix S1R del 2018

Lumix è il marchio usato dal 2001 da Panasonic per le proprie fotocamere digitali, molte delle quali con lenti Leica e stabilizzatore d'immagine Mega OIS, sia di fascia media che di fascia semi professionale.

## Storia

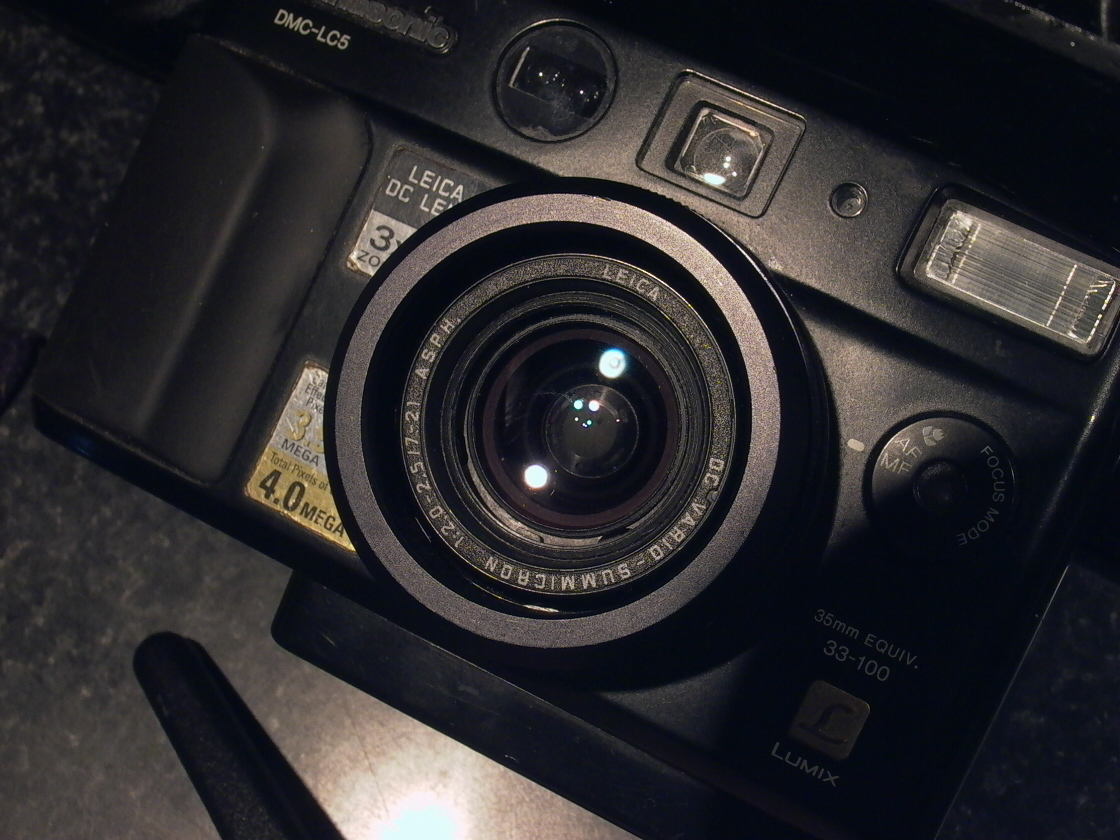
La macchina Panasonic Lumix DMC-LC5 fu una delle prime macchine con marchio Lumix

Le prime fotocamere della Panasonic con marchio Lumix furono le DMC-LC5 e DMC-F7
La maggior parte delle fotocamere Lumix utilizza versioni diverse del Panasonic Venus Engine per l'elaborazione digitale delle immagini; alla versione originale nata nel 2002, seguì la serie II del 2004, la Plus del 2005, la III del 2006, la IV del 2008, e poi la HD e la V del 2009. Le VI, HD II ed FHD furono del 2010.
Alcuni modelli Lumix sono marchiati con obiettivi Leica (ad esempio obiettivi Nocticron o Elmarit). Altri vengono rinominati come fotocamere Leica con diversi stili estetici.
Nel settembre 2011 la Panasonic ha esposto un prototipo per una fotocamera 3D Lumix, affermando che avrebbe avuto due obiettivi zoom 4x con ottica pieghevole e stabilizzazione ottica dell'immagine sia per i video che per le immagini fisse.
Panasonic ha collaborato con la Sigma e la Leica per sviluppare un innesto chiamato L-mount Alliance che fu presentato il 25 settembre 2018 e concedere in licenza il sistema con innesto a L per le proprie linee di obiettivi e fotocamere. Nel 2019 Panasonic ha annunciato il lancio della sua nuova linea di fotocamere mirrorless serie S.

## La serie LX
LX è una delle sigle che identificano le serie di fotocamere digitali Lumix di Panasonic.
Costituisce la serie di maggior pregio tra le fotocamere compatte del produttore giapponese, contraddistinta dall'utilizzo di componenti qualitativamente elevati, quali sensori della stessa Panasonic, ottiche Leica e schermi di dimensioni ragguardevoli, oltre che dalla robusta costruzione e dall'impiego del sistema di stabilizzazione ottico MEGA O.I.S.
Tutti i prodotti della serie LX utilizzano schede di memoria SD o SDHC e presentano la capacità di scattare fotografie in formato Raw, caratteristica questa inusuale per una compatta.
Ad oggi la serie Lumix LX conta varie fotocamere, succedutesi nel corso del tempo e numerate progressivamente da 1 a 5 eccetera.
DMC-LX1 è la prima fotocamera della serie, presentata nel luglio 2005. È dotata di un sensore da 8,6 Mpixel e di un obiettivo con focale (equivalente allo standard 35 mm) 28 - 112 e luminosità da f:2.8 a f:4.9. Caratteristica unica di tale fotocamera è il sensore formato 16:9, così come il display egualmente in formato widescreen. È stata sostituita dal modello LX2, annunciata nel luglio 2006.
DMC-LX2 è la seconda della serie, presentata nel 2006. Continua a presentare il sensore in formato 16:9, così come il display, ma la risoluzione sale a 10,4 Mpixel. Invariato, invece, l'obiettivo 28 - 112 f: 2.8-4.9.
DMC-LX3 è stata presentata nel luglio 2008.
L'obiettivo è il nuovo e luminosissimo Leica con focale equivalente 24–60 mm (2.5x) e apertura f/2.0-2.8. È uno degli obiettivi più grandangolari disponibili su compatta.
Display e sensore in formato 16:9 lasciano il posto ad un più convenzionale sensore 4:3.
Il conteggio dei pixel totali sale a 11,3 milioni.
L'LX3 implementa capacità di ripresa video HD.
DMC-LX5 è stata presentata nel luglio 2010. Aumenta soprattutto l'estensione dello zoom a 24–90 mm (3.75x) con apertura f/2.0-3.3.

## La serie FS
- DCM -FS16

Presentata nel gennaio 2011, è una fotocamera compatta con obiettivo grandangolare da 28 mm Leica DC  (equivalente ad un 28–224 mm nel formato 35 mm), zoom ottico 5x e schermo LCD da 2.7".  megapixel 14.1
- DCM - FS35

Ha obiettivo grandangolare da 28 mm Leica DC (equivalente ad un 28–224 mm nel formato 35 mm), zoom ottico 8x e schermo LCD da 2.7".  Megapixel 16.1
- DCM -FS50

## La serie TZ
- DCM - TZ35, compatta da 16 megapixel, obiettivo Leica 24mm-384mm. Zoom ottico 20x
- DCM - TZ40 è una compatta da 18 megapixel, con obiettivo Leica, Wi-Fi, GPS e zoom ottico 20x. Uscita nel 2013
- DMC-TZ60, presentata nel 2014, è una compatta da 18 megapixel, con mirino elettronico, Wi-Fi, GPS e zoom 30x. Obiettivo con escursione focale da 24 a 720 mm.
- DMC-TZ57 annunciata nel 2015 è una compatta da 16 megapixel con WI-FI e zoom 20x con obiettivo Leica lumix e video in full hd 1080p a 30fps

## La serie GH
- DC-GH3
- DC-GH5